# Arthur Tappan Pierson
Pour les articles homonymes, voir Pierson.
Arthur Tappan Pierson (6 mars 1837 – 3 juin 1911) était un pasteur chrétien baptiste américain, missionnaire et écrivain, qui a prononcé plus de 13 000 sermons, écrit plus de cinquante livres, et donné des conférences dans le cadre d'un ministère de prédication qui l'a rendu célèbre en Écosse, en Angleterre et en Corée. Il a été rédacteur consultant pour la traduction de la Bible dite  "Scofield Reference Bible" (1909). Il était l'ami de Cyrus Scofield, de Dwight Moody, de George Müller (dont il écrit la biographie) et de C. H. Spurgeon, auquel il succéda comme pasteur du Tabernacle métropolitain, à Londres, de 1891 à 1893. Au cours de sa carrière, Pierson a tenu plusieurs postes pastoraux à travers le monde, en s'engageant à chaque fois pasteur passionnément dans l'action sociale auprès des plus pauvres.
Pierson a été l'un des pionniers et des défenseurs des missions car il était déterminé à voir le monde évangélisé au cours de sa génération. Sa prédication a particulièrement influencé John Mott, futur fondateur des YMCA et futur prix Nobel de la paix. En 1910, bien après sa retraite, il a visité la Corée où sa visite a permis d'établir le Pierson Memorial Union Bible Institute (devenu aujourd'hui l'Université de Pyeongtaek (en)).

## Biographie

### Enfance et famille
Pierson était le neuvième enfant de Stephen et Sallie Pierson, une famille avec de fortes racines chrétienne et abolitionnistes. Né dans la Ville de New York, il a été nommé d'après Arthur Tappan, le célèbre abolitionniste new-yorkais.
C'est en participant à une réunion de réveil méthodiste réveil en 1850, à l'âge de 13 ans, qu'il a pour la première fois publiquement professé sa foi en Jésus-Christ.
Il est diplômé de l'université de Hamilton, Clinton, New York en 1857, et l'Union Theological Seminary (1869), ce qui lui permet d'entrer dans une carrière pastorale.
En 1860, il épousa Sarah Frances Benedict; ils eurent sept enfants, qui tous professèrent la foi chrétienne avant l'âge de 15 ans et s'engagèrent plus tard en tant que missionnaires, pasteurs ou responsables laïcs.

### Engagement missionnaire
À l'âge de quarante ans, alors qu'il était pasteur de la plus grande église de Detroit, il a assisté à une série de réunions d'évangélisation,qui l'ont amené à conclure qu'il était orgueilleux et avide, et avait recherché l'approbation des plus riches. En conséquence, il a conduit ses paroissiens riches à s'engager auprès des pauvres de Detroit. Il a ensuite agi pour faire cesser la pratique de la location des bancs de l'église et s'est engagé à vivre sans salaire fixe, selon la foi en Dieu qui pourvoit aux besoins de ses serviteurs.
En 1889-90, il a fait une tournée missionnaire du royaume-Uni. À partir de 1888, il a été rédacteur en chef de la Revue missionnaire du Monde, et a été maître de conférences sur les missions à Rutgers College en 1891 et maître de conférences à Duff, en Écosse, en 1892. Avant 1870, il n'y avait que quelque 2000 Américains engagés à plein temps dans le travail missionnaire, dont à peu près dix pour cent engagés dans le travail auprès des Amérindiens. Un grand mouvement de missions à l'étranger a commencé dans les années 1880 et a accéléré au XXe siècle, pour une part à l'instigation de Pierson. Il a parrainé le Mouvement missionnaire étudiant et a été le principal défenseur des missions à l'étranger parmi les leaders évangéliques de la fin du 19e siècle.

### Ministère baptiste
Auparavant presbytérien, il estimait à l'époque que les chrétiens pourraient être en désaccord sur le mode de baptême et étaient libres de l'administrer à des enfants ou à des adultes. 
Lorsque Charles Spurgeon, atteint d'une néphrite (maladie de Bright), fut dans l'incapacité temporaire de prêcher, il demanda à Pierson de le remplacer, mais alors qu'il s'en remettait, il décéda de façon inattendue le 31 janvier 1892. Les fidèles du Tabernacle métropolitain invitèrent Pierson à rester pour servir leur églises, ce qu'il fit pendant les deux années suivantes. Plus tard, il devint convaincu de la nécessité d'un baptême des adultes et fut baptisé par James A. Spurgeon, le frère de Charles Spurgeon, à l'âge de cinquante-huit ans le 1er février 1896.

### Fin de vie

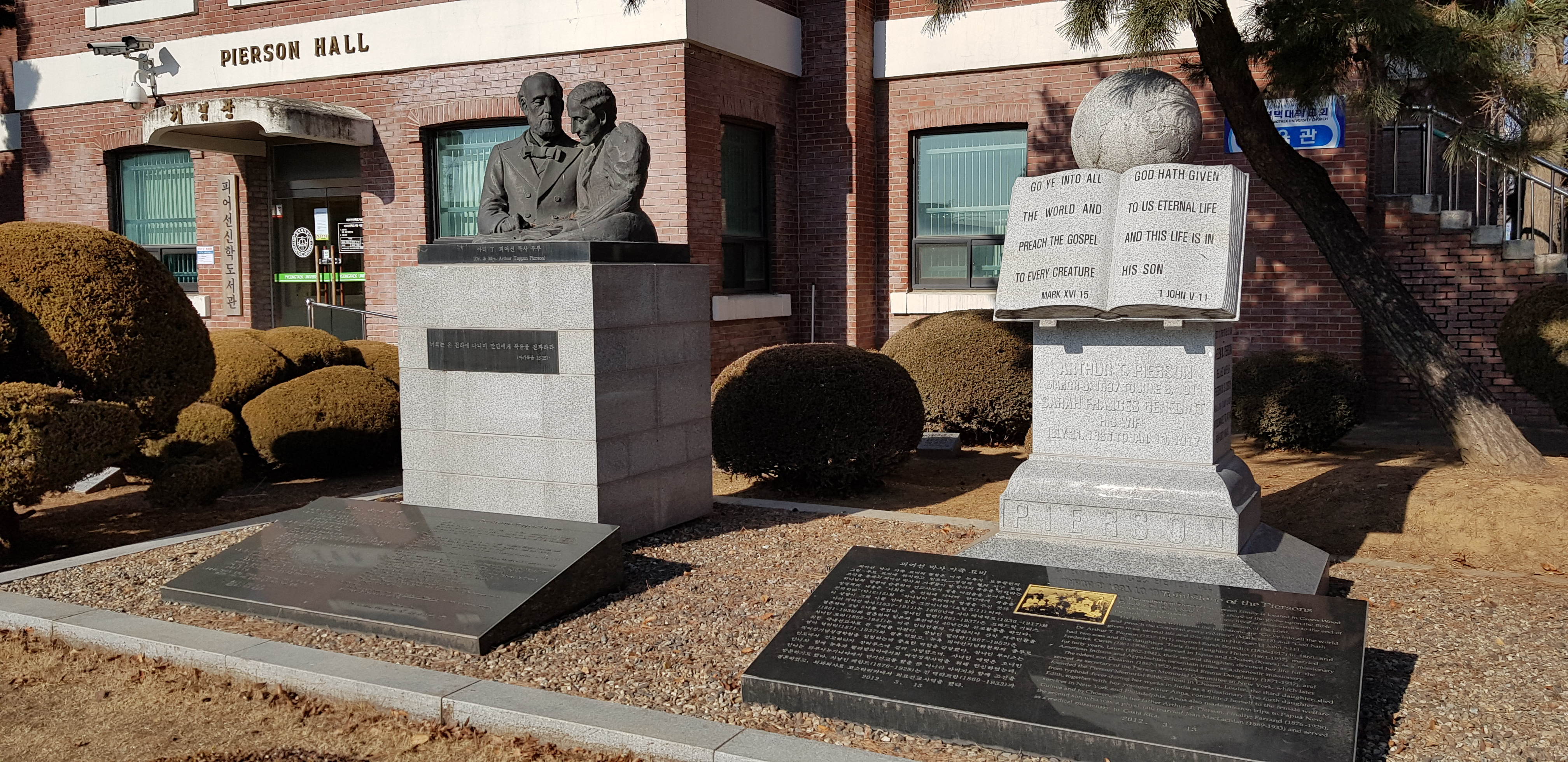
Tombe d'Arthur Tappan Pierson, à Pyeongtaek en Corée.

Après sa retraite, il a continué à prêcher dans les églises et donner des conférences à travers le monde.
Il a visité la Corée en 1910, a enseigné la Bible dans quelques églises (notamment à l'église de Namdaemoon), et y est décédé en 1911. Le Pierson Memorial Union Bible Institute, devenu l'actuelle université de Pyeongtaek, a été créé selon le testatment d'Arthur Tappan Pierson le 15 octobre 1912. Beaucoup de pasteurs et de chercheurs en sont issus.
Sur la pierre tombale du pasteur Pierson se trouve la sculpture d'une Bible ouverte où sont gravés deux versets : I Jean 5:11 "Dieu nous a donné la vie éternelle, et cette vie est dans Son Fils." et Matthieu 28:19 "Allez donc, et enseignez toutes les nations, les baptisant au nom du Père, et du Fils, et du Saint-esprit."

## Influence
Arthur Pierson a parlé aux côtés de Dwight L. Moody aux conférences de Northfield (organisées par Moody) et fut également l'un des orateurs à la Convention de Keswick organisée par le Mouvement de sanctification. Au cours de cette période, George Mueller et d'autres ont contribué à changer les vues de Pierson concernant l'eschatologie (de postmillénarisme à pré-millénarisme). En tant que prédicateur missionnaire, Arthur Pierson a influencé Robert E. Speer, Samuel Zwemer, Horace Grant Underwood et John R. Mott, futur prix nobel de la paix, qui tous ont dédié leur vie à l’œuvre missionnaire.
En plus de sa contribution aux missions, l'influence de Pierson a été notable par son attachement à l'orthodoxie. Quand le libéralisme a commencé à se manifester au sein des principales dénominations protestantes, Pierson s'est joint à d'autres leaders chrétiens pour écrire Les Fondamentaux, une série de livrets conçus pour répondre aux critiques du christianisme. En raison de on talent apologétique, Pierson a été invité à écrire cinq des principaux articles. Chaque livret a été distribué gratuitement aux pasteurs dans toute l'Amérique. Cela a marqué le début de la controverse entre le fondamentalisme et le modernisme dans les églises américaines. Par la suite, les livrets ont été regroupés en douze volumes, qui sont encore disponibles aujourd'hui, en cinq volumes. Depuis, Pierson a souvent été appelé le Père de du fondamentalisme.

## Publications
- La Crise de Missions (New York, 1886)
- De nombreuses Preuves Infaillibles: les Chapitres sur les Preuves du Christianisme (1886)
- Un Travail d'évangélisation en Principe et en Pratique (1887)
- Les clés de la Parole: ou, l'Aide à l'Étude de la Bible (1887)
- Le Divin Entreprise de Missions (1891)
- Les Miracles de Missions (4 vols., 1891-1901)
- L'Art Divin de la Prédication (1892)
- Du haut de la Chaire à l'ensemble de repose-Branche: Mémorial de Charles H. Spurgeon (1892)
- Le Cœur de l'Évangile (sermons; 1892)
- De nouveaux Actes des Apôtres (1894)
- LifePower: ou, le Caractère de la Culture, et de la Conduite (1895)
- Les leçons à l'École de la Prière (1895)
- Les actes de l'Esprit Saint (1895)
- La Venue du Seigneur (1896)
- Continuerons-nous dans le Péché?  (1897)
- En Jésus-Christ: ou, La Sphère de la Vie du Croyant (1898)
- Catherine de Sienne, un ancien Prédicateur Laïque (1898)
- George Muller de Bristol et son Témoignage d'une Prière-Audition de Dieu (1899)
- La marche en avant de la dernière moitié du Siècle (1900)
- Pensées semences pour les Orateurs Publics (1900)
- La Mission Moderne Siècle, considéré comme un Cycle de la Divine Travail (1901)
- Le Nœud Gordien: ou, Le Problème qui surprend l'Infidélité (1902)
- La Keswick Mouvement dans le Précepte et la Pratique (1903)
- Dieu des Oracles (1904)
- La Bible et le Spirituel Critique (1906)
- La Bible et la Vie Spirituelle (1908)
- Pieux d'Auto-contrôle (1909)